# 田作朋雄
田作 朋雄（たさく ともお、1955年10月 - ）は、日本の事業再生の専門家。PwCアドバイザリー合同会社シニアアドバイザー。元事業再生実務家協会常務理事。

## 人物
アメリカで事業再生や破産法などを学び、また日本債券信用銀行ニューヨーク、ロンドン支店で事業再生などを手がけた。1997年に日本帰国後は、欧米での経験を元に事業再生を手がける。
帰国当時の日本における事業再生といえば、バランスシートの傷んだ企業に対して債権放棄を行うことであったという。田作は
「それは事業再生ではない。倒産したあと、企業の業績を復活させることこそが本当の事業再生である」
と異議を唱え、しばしば銀行や裁判所、弁護士と意見が対立したという。
産業再生機構取締役や整理回収機構企業再生検討委員会委員などを務めた。

## 略歴
- 1955年 富山県に生まれる
- 1974年 富山県立富山高等学校卒業
- 1979年 東京大学法学部卒業
- 1979年 日本債券信用銀行（現あおぞら銀行）入行
- 1982年 スタンフォード大学へ入学
- 1984年 スタンフォード大学経営学大学院修士課程修了（MBA取得）

　　日本債券信用銀行ニューヨーク、ロンドン支店に勤務
- 1997年 日本に帰国。新設の債権回収会社部門の副室長に就任
- 1999年 PwCアドバイザリー株式会社取締役パートナーに就任
- 2002年 金融庁顧問に就任
- 2003年 産業再生機構取締役に就任
- 2004年 新潟大学大学院法学研究科修士課程非常勤講師、早稲田大学大学院ファイナンス研究科非常勤講師
- 2009年 JAL再生タスクフォースメンバー。
- 2015年 名古屋商科大学大学院（NUCB Business School）マネジメント研究科客員教授

## 著書
- 『不良債権処理ビジネス』（共著：岡内幸策） - 東洋経済新報社（1998年10月） ISBN 978-4492652275
- 『図解 民事再生法』 - 東洋経済新報社（2000年10月） ISBN 978-4492091180
- 『事業再生』 - 角川書店（2002年3月） ISBN 978-4047040762